# 和央葉華
和央葉華（日语：和央 ようか，1968年2月15日—），本名大川貴子，身高174公分，日本演員，前寶塚歌劇團宙組主演男役，現為演員。

## 簡介
出生於東京市田谷區，不久之後便搬遷至大阪居住。從小就學習古典芭蕾及鋼琴。中學時代曾經是跳高選手。就讀於帝塚山學院高等學校時，活躍於音樂劇社；當時情人節收到的巧克力數量還從此成為母校的傳說。因為友人的推薦而知道寶塚，進而決定參加入學考試。
1988年於寶塚音樂學校畢業，以寶塚歌劇團74期生的身份入團。初舞台作品是「Kiss me Kate」。同年5月10日配屬至雪組。因容姿端麗及很早就展露的明星氣質而受到矚目，1997年成為雪組二番手男役。
1998年被挑選成為新成立的宙組成員之一，在首席主演男役姿月麻人之下擔任男役二番手。2000年6月，於全國公演「泡沫之戀/GLORIOUS!!」就任宙組主演男役，而於寶塚大劇場的披露公演為「越海懷鄉」。2002年，主演「鳳凰傳～卡拉富與杜蘭朵」，也因本作得到日本演劇協會賞。同時上演的秀「the show stopper」也將她的舞技發揮的淋漓盡致。
2004年，因「BOXMAN」與共同主演的花總まり獲得第29回菊田一夫演劇賞。同年演出美國音樂劇「魅影(Phantom，Maury Yeston版)」，為寶塚版首演。在宙組首席期間享有極高人氣，2005年10月發表退團。但於同年的12月21日，THEATER DRAMA CITY公演「W—WING」中，由2公尺高處跌落舞台，造成骨盆及肋骨重傷（雖然劇團方公布是需約一個月才能完全治癒的傷，但實際上花了三個月才痊癒）。退團公演「NEVER SAY GOODBYE—愛過的軌跡」仍在療養期間照常練習並且開演。雖然被評為近來寶塚少數優秀的原創作品，但因受傷所以幾乎沒有和央的舞蹈場面。2006年7月2日退團，在那之後繼續專注於療養。
2007年1月，在青山劇場舉辦退團後首次演唱會「YOKA WAO CONCERT」，製作由小池修一郎擔綱。8月的演唱會「NEW YOKA 2007～ROKIN'Broadway～」則是自導演出。12月初次主演電影「茶茶 天涯的貴妃」。
2008年10～11月，退團後第一個音樂劇演出「芝加哥」。
2009年1月原預計演出「SUPER MONKEY～西遊記～」，但在演出前夕發表因摔傷的舊傷復發而不克演出，本劇公演因此被取消。
於2015年7月與擔任退團作品「NEVER SAY GOODBYE—愛過的軌跡」作曲的美國音樂劇作曲家法蘭克·懷德恩結婚，為他的第二任妻子。

## 主要演出

### 寶塚時代

#### 雪組新人公演時代
- 凡爾賽玫瑰 - 小公子

（新人公演：奧斯卡·法蘭索瓦·德·傑爾吉，本役一路真輝）
- 天國與地獄 - 霍華/路易·拿破崙〔二役〕）

（新人公演：羅伯特/奥芬巴赫(二役)，新人公演初主演）
- 雪之丞變化 - 弁公（新人公演：雪之丞，最後的新人公演主演）
- 屬於兩人的戰場 - 阿爾方索(小劇場演出，主演為當時首席男役一路真輝）

#### 雪組時代
- 大上海 - 陳君里
- 伊莉莎白--愛與死的輪舞 - 愛爾瑪(寶塚大劇場公演)/魯道夫(東京寶塚劇場公演)
- 來自愛麗絲的邀請 - 麥可
- 咆哮山莊 - 希斯克里夫

#### 宙組時代
- 石中劍 - 克里斯多夫
- 伊莉莎白--愛與死的輪舞 - 弗朗茨·約瑟夫一世
- Crossroad  - 阿爾方索
- 激情--何西與卡門 - 梅里美/加西亞(二役)

#### 宙組首席時代
- 泡沫之戀/GLORIOUS!! - 魯道夫
- 越海懷鄉/Millennium Challenger! - 九鬼海人
- 凡爾賽玫瑰2001--菲爾遜與瑪莉‧安東尼篇 - 漢斯．亞克塞爾．馮．菲爾遜
- 海市蜃樓/Dancing spirit - 雷歐納德．盧比
- 鳳凰傳--卡拉富與杜蘭朵/the Show Stopper - 卡拉富
- 聖星奇蹟--給總有一日會相遇的你 - 弗雷德里克
- 傭兵皮耶/滿天星大夜總會 - 皮耶
- 晴天霹靂/Temptation--誘惑 - 亞伯特．葛雷爾
- BOXMAN - 凱文·蘭度
- 魅影 - 艾立克（魅影）
- 亂世佳人 - 白瑞德
- HOTEL STELLA MARIS/REVUE傳說 - 威廉．歐達尼爾
- 吻上烈焰/Neo Voyage - 曼利可
- Never Say Goodbye—愛過的軌跡 - 喬治·馬路斯

#### 晚餐秀(Dinner Show)
- Believe
- So in Love

#### 演唱會
- W－WING

#### 唱片
- Next Generation

### 寶塚退團後

#### 演唱會
- YOKA WAO CONCERT[4]
- New Yoka - Rockin' Broadway

#### 舞台劇
- 芝加哥 - 威瑪．凱莉

#### 電影
- 茶茶 天涯的貴妃 - 茶茶

## 補充資料
1. ↑  「歌劇」2003年2月號「クエスチョン大集合・和央ようか」，本人公表原本藝名想取叫「和央葉華」，但因為「葉華」筆畫太多所以改成拼音「ようか」。
2. ↑  在團時的公稱身高是172公分，在宙組特集中記錄的是173公分，現於個人官網的是174公分。
3. ↑  姿月あさと本人公表其藝名漢字應為姿月麻人。
4. ↑  由TCA(Takarazuka Creative Arts)製作